# Grup unitari especial
En matemàtiques, el grup unitari especial (o grup especial unitari) de grau n, denominat SU(n), és el grup de matrius unitàries n x n i amb determinant igual a 1, amb nombres complexos als elements del cos C i amb l'operació de grup donada per la multiplicació de matrius. És un subgrup del grup unitari U(n), que és ell mateix un subgrup del grup lineal general GL(n, C). Els grups especials unitaris són de gran importància en física teòrica on múltiples simetries són representades per grups SU(n).

## Propietats
El grup especial unitari SU(n) és un grup de Lie real de dimensió n²-1. És compacte, connex, simplement connex, i (per a n ≥ 2) simple i semisimple. El seu centre és el grup cíclic Zn. El seu grup d'automorfismes exteriors per a n ≥ 3, és Z₂. El grup d'automorfismes exteriors de SU(2) és el grup trivial. L'àlgebra de Lie corresponent a SU(n) es denota amb {\displaystyle {\mathfrak {su}}(n)}. Aquesta àlgebra pot ser representada per les matrius complexes n×n antihermitíques de traça nul·la, amb el claudàtor de Lie com a commutador. Cal indicar que es tracta d'una àlgebra de Lie real i no complex.

## El grup SU(2)
El grup unitari especial de segon ordre, SU(2), és una varietat diferenciable de dimensió 3, que pot ser identificada homeomòrficament al conjunt de matrius de coeficients complexes unitàries i amb determinant 1. El grup SU(2) és isomorf al grup de quaternions de valor absolut 1 i, per tant, és difeomorfe amb la 3-esfera. Donat que els quaternions unitat es poden utilitzar per representar rotacions a l'espai de 3 dimensions (excepte el signe), existeix un homomorfisme exhaustiu dels grups de Lie SU(2) → SO(3,{\displaystyle \mathbb {R} }) amb nucli { + I, -I}.

### Àlgebra de LieSU(2)
Les següents matrius formen una base de {\displaystyle {\mathfrak {su}}(2)} sobre R:

{\displaystyle i\sigma _{x}={\begin{bmatrix}0&i\\i&0\end{bmatrix}}\qquad i\sigma _{y}={\begin{bmatrix}0&1\\-1&0\end{bmatrix}}\qquad i\sigma _{z}={\begin{bmatrix}i&0\\0&-i\end{bmatrix}}}

on i és la unitat imaginària (típica en física teòrica per a les àlgebres de Lie reals, on s'utilitza una convenció diferent que en matemàtiques). Aquesta representació s'utilitza sovint en mecànica quàntica, rebent el nom de matrius de Pauli, per a descriure l'espín de partícules elementals com els electrons. També s'empren com a vectors-unitat en la descripció de les 3 dimensions de l'espai en relativitat quàntica. Cal remarcar que el producte de dos generadors qualssevol és un altre generador del grup, i que els generadors anticommuten. Juntament amb la matriu identitat (multiplicada per i),
{\displaystyle iI_{2}={\begin{bmatrix}i&0\\0&i\end{bmatrix}}}
són també generadors de l'àlgebra de Lie {\displaystyle {\mathfrak {u}}(2)}.

### Aplicacions
Topològicament, SU(2) és l'espai revestiment universal del grup de rotacions tridimensionals SO(3). Com que el grup de rotacions tridimensionals està físicament relacionat amb el moment angular i l'espín d'una partícula, i donada la propietat revestidora de SU(2), aquest és un dels grups matemàtics que apareixen més sovint a mecànica quàntica en relació amb sistemes amb espín.
Igualment, en teoria quàntica de camps diverses simetries internes de camps físics que són invariants sota transformacions del grup SU(2). En particular, l'isoespín és una magnitud física conservada per interaccions invariants sota el grup SU(2) de sabor.

## El grup SU(3)
És un grup de Lie de dimensió 8 amb aplicacions importants en física, sent el grup subjacent a simetries fonamentals de la cromodinàmica quàntica que descriu la interacció nuclear forta responsable de l'estructura interna de protons i neutrons i de l'estabilitat dels nuclis atòmics. El més important grup físic SU(3)c és l'associat a la càrrega de color dels quarks i gluons (els primers models de classificacions dels hadrons també empraven una simetria SU(3)Y associada amb el nombre quàntic d'hipercàrrega Y).

### Àlgebra de LieSU(3)
L'anàleg de les matrius de Pauli per a l'àlgebra {\displaystyle {\mathfrak {su}}(3)}, són les matrius de Gell-Mann:
| {\displaystyle \lambda _{1}={\begin{pmatrix}0&1&0\\1&0&0\\0&0&0\end{pmatrix}}}  | {\displaystyle \lambda _{2}={\begin{pmatrix}0&-i&0\\i&0&0\\0&0&0\end{pmatrix}}}                       | {\displaystyle \lambda _{3}={\begin{pmatrix}1&0&0\\0&-1&0\\0&0&0\end{pmatrix}}} |
| {\displaystyle \lambda _{4}={\begin{pmatrix}0&0&1\\0&0&0\\1&0&0\end{pmatrix}}}  | {\displaystyle \lambda _{5}={\begin{pmatrix}0&0&-i\\0&0&0\\i&0&0\end{pmatrix}}}                       | {\displaystyle \lambda _{6}={\begin{pmatrix}0&0&0\\0&0&1\\0&1&0\end{pmatrix}}}  |
| {\displaystyle \lambda _{7}={\begin{pmatrix}0&0&0\\0&0&-i\\0&i&0\end{pmatrix}}} | {\displaystyle \lambda _{8}={\frac {1}{\sqrt {3}}}{\begin{pmatrix}1&0&0\\0&1&0\\0&0&-2\end{pmatrix}}} |                                                                                 |
És habitual prendre com a base de generadors de {\displaystyle {\mathfrak {su}}(3)} les matrius T definides per la relació:
{\displaystyle T_{a}={\frac {\lambda _{a}}{2}}\;}
Aquests generadors satisfan les relacions de commutació següents:
- {\displaystyle \left[T_{a},T_{b}\right]=i\sum _{c=1}^{8}{f_{abc}T_{c}}\,}

On f són les constants d'estructura del grup amb valors:
{\displaystyle f^{123}=1\,}
{\displaystyle f^{147}=f^{165}=f^{246}=f^{257}=f^{345}=f^{376}={\frac {1}{2}}\,}
{\displaystyle f^{458}=f^{678}={\frac {\sqrt {3}}{2}}\,}
Com les matrius de Pauli, són matrius de traça nul·la: {\displaystyle \operatorname {tr} (T_{a})=0\,}.

## El grup SU(4)
És un grup de Lie de dimensió 15 amb aplicacions importants en física teòrica, com al grup de simetria de teories similars al model de Pati-Salam de gran unificació, on aquest grup representa les interaccions fortes i electromagnètiques.

### Àlgebra de LieSU(4)
L'anàleg de les matrius de Pauli a SU(2), són per a l'àlgebra {\displaystyle {\mathfrak {su}}(4)} :
| {\displaystyle \lambda _{1}={\begin{pmatrix}0&1&0&0\\1&0&0&0\\0&0&0&0\\0&0&0&0\end{pmatrix}}}                        | {\displaystyle \lambda _{2}={\begin{pmatrix}0&-i&0&0\\i&0&0&0\\0&0&0&0\\0&0&0&0\end{pmatrix}}}  | {\displaystyle \lambda _{3}={\begin{pmatrix}1&0&0&0\\0&-1&0&0\\0&0&0&0\\0&0&0&0\end{pmatrix}}}                        |
| {\displaystyle \lambda _{4}={\begin{pmatrix}0&0&1&0\\0&0&0&0\\1&0&0&0\\0&0&0&0\end{pmatrix}}}                        | {\displaystyle \lambda _{5}={\begin{pmatrix}0&0&-i&0\\0&0&0&0\\i&0&0&0\\0&0&0&0\end{pmatrix}}}  | {\displaystyle \lambda _{6}={\begin{pmatrix}0&0&0&0\\0&0&1&0\\0&1&0&0\\0&0&0&0\end{pmatrix}}}                         |
| {\displaystyle \lambda _{7}={\begin{pmatrix}0&0&0&0\\0&0&-i&0\\0&i&0&0\\0&0&0&0\end{pmatrix}}}                       | {\displaystyle \lambda _{9}={\begin{pmatrix}0&0&0&1\\0&0&0&0\\0&0&0&0\\1&0&0&0\end{pmatrix}}}   | {\displaystyle \lambda _{10}={\begin{pmatrix}0&0&0&-i\\0&0&0&0\\0&0&0&0\\i&0&0&0\end{pmatrix}}}                       |
| {\displaystyle \lambda _{8}={\frac {1}{\sqrt {3}}}{\begin{pmatrix}1&0&0&0\\0&1&0&0\\0&0&-2&0\\0&0&0&0\end{pmatrix}}} | {\displaystyle \lambda _{11}={\begin{pmatrix}0&0&0&0\\0&0&0&1\\0&0&0&0\\0&1&0&0\end{pmatrix}}}  | {\displaystyle \lambda _{12}={\begin{pmatrix}0&0&0&0\\0&0&0&-i\\0&0&0&0\\0&i&0&0\end{pmatrix}}}                       |
| {\displaystyle \lambda _{13}={\begin{pmatrix}0&0&0&0\\0&0&0&0\\0&0&0&1\\0&0&1&0\end{pmatrix}}}                       | {\displaystyle \lambda _{14}={\begin{pmatrix}0&0&0&0\\0&0&0&0\\0&0&0&-i\\0&0&i&0\end{pmatrix}}} | {\displaystyle \lambda _{15}={\frac {1}{\sqrt {6}}}{\begin{pmatrix}1&0&0&0\\0&1&0&0\\0&0&1&0\\0&0&0&-3\end{pmatrix}}} |

## El grup SU(5)
El grup de simetria SU(5) té un paper important en teories de gran unificació en física de partícules.